# Canadees-Nederlandse betrekkingen
De betrekkingen tussen Canada en Nederland gaan eeuwen terug. De betrekkingen tussen Canada en Nederland werden pas hecht na het uitbreken van de Tweede Wereldoorlog. In de periode na de Tweede Wereldoorlog zijn veel Nederlanders naar Canada geëmigreerd. Beide landen zijn lid van de NAVO.

## Landenvergelijking
|                 | Canada                    | Koninkrijk der Nederlanden                                                                                               |
| --------------- | ------------------------- | --- |
| Bevolking       | 37.694.085 (2020)         | 17.595.017 (2020) |
| Oppervlakte     | 9.984.670 km²             | 42.201 km² |
| Dichtheid       | 3,8/km² (2020)            | 416,9/km² (2020) |
| Hoofdstad       | Ottawa                    | Amsterdam |
| Regeringsvorm   | Constitutionele monarchie | Constitutionele monarchie                                                                                                |
| Officiële talen | Engels, Frans             | Nederlands, Fries, Papiaments, Engels                                                                                    |
| Religie         | 77% Christendom           | 27,0% Rooms-katholiek, 15,7% Protestant, 1,0% overig christelijk, 5,7% Islam, 2,3% overige religies, 48,2% geen gezindte |

## Geschiedenis
De Nederlandse relatie met wat later Canada zou worden, begon met de stichting van de Nederlandse koloniën in Noord-Amerika (Nieuw-Nederland) en hun conflict met de aangrenzende Franse koloniën (Nieuw-Frankrijk). Tijdens de Hollandse Oorlog veroverde Nederland gebied dat tegenwoordig Canadees grondgebied is. Van augustus 1674 tot medio 1675 bleef dit gebied als Nederlands Acadië in Nederlands bezit. In 1675 werd het gebied door Engelsen veroverd.
De betrekkingen tussen Canada en Nederland werden pas hecht na het uitbreken van de Tweede Wereldoorlog.

## Tweede Wereldoorlog
Ottawa was tijdens de Tweede Wereldoorlog de woonplaats van prinses Juliana en haar kinderen, waardoor de stad nog steeds een speciale band met Nederland heeft.
In 1945 werd het 1e Leger van Canada ingezet bij de bevrijding van Nederland, onder meer tijdens de Slag om de Schelde en de Slag om Arnhem.
Met voedseldroppings (Operatie Manna) probeerde men de ergste hongersnood te lenigen. De troepen hielden halt aan de Veluwe. Op 4 mei 1945 gaven de Duitsers in Nederland zich onvoorwaardelijk over en konden de geallieerden eindelijk West-Nederland binnentrekken.
Elk jaar, in de maand mei, vindt in Ottawa het Tulip Festival plaats waarbij het Nederlandse koningshuis 10.000 tulpenbollen naar de stad stuurt als dankgebaar voor de huisvesting van leden van de koninklijke familie alsmede de Canadese hulp tijdens de bevrijding van Nederland.

## Samenwerking
Canada en Nederland werken samen nauw samen op vele buitenlandse vlakken. Beide landen zijn onder andere lid van de Verenigde Naties, de Wereldhandelsorganisatie en Interpol. Beide landen zijn oprichtingslanden van het Noord-Atlantische Verdragsorganisatie en de Organisatie voor Veiligheid en Samenwerking in Europa.

## Diplomatieke missies
Canada heeft een ambassade in Den Haag en Nederland heeft er een in Ottawa en drie consulaten in Toronto, Montreal en Vancouver.

## Migratie
Canada had in 2006 1.035.965 Canadezen van Nederlandse afkomst. Meer dan 400.000 mensen van Nederlandse afkomst zijn permanente inwoners en in 1996 waren 124.545 inwoners van Canada geboren in Nederland. Dat is 0,4% van de Canadese bevolking. Na Chinees en Italiaans is Nederlands de meest gesproken niet-officiële taal.